# Малей
Мале́й — село Ярлуковского сельсовета Грязинского района Липецкой области.

## История
Селение здесь было ещё в XV—XVI веках, так как в документах 1627—1628 годов отмечается пустошь Малеевская — владение князя А. Н. Трубецкого.
В 1730-е годы крестьяне соседнего села Ярлуково основали на месте пустоши село Малей. Также здесь поселились однодворцы из бывшего города Сокольска. Название финно-угорского происхождения. В нём ясна его вторая часть — лей, что означает речка, ручей. Первая часть ма неясна, но она должна означать свойство речки или ручья. Ручей Малейчик, на котором стоит село, впадает в Матырское водохранилище (бывшая река Матыра).
В 1799 году построена новая деревянная церковь.
В 1862 году в казённом и владельческом селе Малей 1-го стана Липецкого уезда Тамбовской губернии был 121 двор, 482 мужчины и 509 женщин населения, православная церковь.
По данным начала 1883 года в селе Малей Грязинской волости Липецкого уезда проживало 1102 бывших государственных крестьянина в 168 домохозяйствах и 175 собственников из помещичьих крестьян (5 разных помещиков) в 29 домохозяйствах, а также 40 полных собственников в 11 домохозяйствах, всего 1317 человек (664 мужчины и 653 женщины). К селу относилось 2238,2 десятины удобной надельной земли; имелось 287 лошадей, 330 голов КРС, 1741 овца и 65 свиней. В селе находилось 2 промышленных заведения и 1 трактир или питейный дом. Было 16 грамотных и 5 учащихся.
По сведениям 1888 года к селу также относилось имение купца Н. В. Ростовцева с экономической запашкой, занимавшее 317,9 десятин земли.
В 1896 году в Малее построили каменную Георгиевскую церковь с приделом во имя князя Александра Невского вместо прежней деревянной. По переписи 1897 года в селе было 1478 жителей (662 мужчины, 816 женщины), все православные.
В 1911 году здесь было 257 дворов великороссов-земледельцев, проживал 1831 человек (879 мужчин и 952 женщины). Имелась земская школа. В штате церкви состояли священник и псаломщик, ей принадлежало 34 десятины 1292 квадратных сажени пашни и 3 десятины 1800 квадратных саженей неудобной земли.
В 1922 году храм был закрыт.
В 1926 году в селе Бутырской волости Липецкого уезда — 383 двора русских, 1989 жителей (913 мужчин, 1076 женщин).
До войны в селе насчитывалось 350 дворов.
По сведениям карты 1989 года в селе было около 230 жителей, действовала молочно-товарная ферма. В 1990 году вновь открыт храм, с 2004 по 2007 годы проводилась реставрация.

## Население
| 2009 | 2010 | 2013 |
| ---- | ---- | ---- |
| 111  | ↗150 | ↗157 |

В 2002 году население села составляло 122 жителя, 95 % — русские.
В 2010 году — 150 жителей (71 мужчина, 79 женщин).

## Инфраструктура
Имеются магазин и кладбище. Село газифицировано.